# Fuck Art, Let’s Dance!
Fuck Art, Let’s Dance! ist eine Indie-Pop-Band aus Hamburg.

## Geschichte
Nico Cham, Romeo Sfendules und Tim Hansen kennen sich bereits seit der Grundschule. 2009 gründeten sie Fuck Art, Let's Dance!. Noch vor der Veröffentlichung eines regulären Albums wurde die Band im angloamerikanischen Sprachraum wahrgenommen, so wurde die erste EP 2012 im New Musical Express rezensiert, und die Band spielte 2013 Konzerte in den USA, unter anderem auf dem South-by-Southwest-Festival. 2014 trat der Band mit Damian Palm ein Bassist bei. Im gleichen Jahr erschien das Debütalbum der Band, Atlas, auf Audiolith.
Im Jahr 2018 spielten sie als Headliner auf dem Pegasus Open Air in Mölln, im gleichen Jahr hatten sie einen Auftritt in Jakob Lass’ Kinofilm So was von da.

## Stil
Der New Musical Express beschreibt den Stil des Debütalbums als „kompakten Synthie Pop mit scharfen Gitarren, geschmeidigen Keyboardriffs und pochendem Schlagzeug“. Der Spiegel befindet die Musik für „tanzbar, aber (...) nicht unbedingt leicht verdaulich für den Mainstream“.

## Diskografie
- 2012: Lovers Arcade (EP, Audiolith)
- 2014: Atlas (Audiolith)
- 2017: Forward! Future! (Audiolith)